# Mannie Heymans
Johannes „Mannie“ Heymans (* 14. Juli 1971 in Krugersdorp, Südafrika) ist ein ehemaliger namibischer Mountainbike- und Straßenradrennfahrer.

## Werdegang
Mannie Heymans startete bei diversen Afrikaspielen ab 1991 (Silbermedaille im Zeitfahren 1995) sowie bei den Olympischen Sommerspielen 2000 in Sydney im Mountainbike-Cross Country, wo er den 26. Platz belegte. Auf der Straße gewann er 2001 und 2003 den Nedbank Cycle Classic in Namibia. Bei der B-Weltmeisterschaft 2003 wurde Heymans im Einzelzeitfahren Elfter und im Straßenrennen belegte er den 27. Platz. Auch an den Commonwealth Games 1994, 1998 und 2002 nahm Heymans teil
Bei Olympia 2004 in Athen wurde er 29. im Cross Country und im darauf folgenden Jahr war er erneut beim Nedbank Cycle Classic erfolgreich. Auch bei den Olympischen Sommerspielen 2008 in Peking startete er wieder beim Mountainbike-Wettbewerb, wo er 45. wurde.
Heymans betreibt (Stand August 2022) einen Fahrradladen in Windhoek sowie Swakopmund und ist als Berater im Radsport tätig.

## Erfolge
| 1995 - Afrikaspiele 1995 – Zeitfahren 1997 - All African Time Trail Championships 2001 - Nedbank Cycle Classic 2003 - Nedbank Cycle Classic 2005 - Nedbank Cycle Classic | 1998 - Trans Alp Challenge 2004 - Cape Epic (mit Karl Platt) 2004 - Trans Alp Challenge (mit Karl Platt) 2007 - Afrikameisterschaft – Cross Country 2009 - Desert Dash |